# Strahlengang

Strahlenverläufe in einem Zoomobjektiv (Prinzipdarstellung)

Als Strahlengang wird der geometrische Verlauf von Lichtstrahlen durch optische Geräte (Mikroskope, Fernrohre, Projektoren, Umbildegeräte, Spektrografen usw.) bezeichnet. Das zugehörige Fachgebiet ist die geometrische Optik (Strahlenoptik). Dabei wird vereinfachend angenommen, dass Licht aus kleinen Teilchen (Photonen) besteht, die sich auf geraden Bahnen bewegen, solange sie nicht durch Linsen, Spiegel (Plan-gewölbt), Prismen oder andere optische Bauelemente abgelenkt werden. Auch für die  Verlaufsrichtung von Röntgenstrahlen wird dieser Begriff verwendet.
Bei den meisten optischen Instrumenten wird das eintretende Licht durch ein Objektiv aus Linsen oder einem Primärspiegel zum Brennpunkt gebündelt, von wo es entweder durch ein Okular visuell betrachtet oder einem sonstigen Strahlungsempfänger (Fotokamera, CCD-Sensor, Spektrograf usw.) zugeführt wird. Oft wird der Strahlengang durch Planspiegel umgelenkt, um ihn der Beobachtung besser zugänglich zu machen.
Astronomische Spiegelteleskope sind zusätzlich meist mit Sekundärspiegel(n) zur Verlängerung der Brennweite ausgestattet, Astrografen auch zu deren Verkürzung. In der Fotografie sind dafür hingegen verschiebbare Linsensysteme im Einsatz, etwa als Zoomobjektiv.
Beim Entwurf eines optischen Geräts steht oft die Wahl zwischen Linsen oder Spiegeln als Hauptabbildungselemente an. Linsen haben den Vorteil eines eher geraden Gesamtaufbaus, wobei auch größere Entfernungen zwischen ihnen leicht überbrückbar sind. Spiegel haben dort Vorteile, wo man eine kompakte, „zusammengefaltete“ Bauweise anstrebt und wo es um die Beobachtung breiter  Spektralbereiche geht, da bei ihnen ein typischer Linsenfehler wie die chromatische Aberration prinzipiell nicht vorkommt.
In technischer Hinsicht haben Spiegel den Vorteil, dass man sie vollflächig montieren kann (nicht nur am Rand wie Linsen). Sie sind auch in größeren Dimensionen herstellbar, wogegen Fernrohrobjektive wegen der Linsenbiegung auf maximal 1 m Durchmesser beschränkt sind. Dafür sind Glaslinsen thermisch stabiler als die meisten Spiegelmaterialien, was Brennweiten- und Formänderungen betrifft, da sie einen geringeren Wärmeausdehnungskoeffizienten besitzen.

## Optische Geräte mit Strahlengang
Bei projizierenden optischen Systemen wird häufig ein verketteter Strahlengang eingesetzt. Telezentrische Strahlengänge können eingesetzt werden, wenn der Abbildungsmaßstab unabhängig von der Objektweite oder der Bildweite sein soll beziehungsweise wenn Verzeichnungen vermieden werden sollen. Bei perizentrischen Strahlengängen können mehrere Seitenflächen eines Objektes mit einer einzigen Abbildung aufgenommen werden.
Im Folgenden findet sich eine Auswahl von optischen Geräten, bei denen der Strahlengang eine wichtige Rolle spielt:
- Lichtmikroskop
- Linsenfernrohr
  - Zielfernrohr
- Spiegelteleskop, insbesondere solche mit gefaltetem Strahlengang,
  - unter anderem Cassegrain-, Coudé-, Gregory- und Nasmyth-Teleskop
- Konfokalmikroskop
- Sextant
- Spektrometer
- Strahlenteiler
- Monochromator
- Elektronenmikroskop
- Fotoapparat
- Projektor
- Bikonvexlinse